# Exceet Group
Die Exceet Group SE ist ein auf Elektronik und Sicherheitssysteme spezialisiertes Technologieunternehmen mit einer börsennotierten Holding in Luxemburg und operativen Sitz in Rotkreuz in der Schweiz.

## Aktivitäten
Das Angebot der Gruppe reicht von komplexen Elektronikmodulen bis hin zu kompletten Sicherheitslösungen. exceet bietet Lösungen für schnell wachsende Märkte wie Mobile Security, Mobile Transaction, Body Wearable Electronics und IoT (Internet of Things).
Die Leistungen umfassen sowohl Design, Entwicklung und Fertigung als auch After-Sales-Services für die Kunden aus den Branchen Medizintechnik und Gesundheitswesen, Industrieautomatisierung, Sicherheitstechnik und Avionik. Neben dem Entwicklungs-Know-how und der Qualifikation der Kundenprodukte bietet exceet in ihren Produktionsstätten in Europa vom Rapid Prototyping bis zur Serienfertigung ein komplettes Leistungsspektrum.

## Hintergrund
Die ursprüngliche Exceet Group (vormals AEM Technologies) entstand in der Schweiz unter Führung der Private-Equity-Gesellschaft Ventizz durch Aufkauf einer Reihe von Elektronikanbietern. Im Juli 2011 entstand die heutige Exceet Group SE durch die Übernahme der ursprünglichen schweizerischen Exceet Group AG durch Helikos SE. Helikos wurde im Januar 2010 als sogenannte Special-purpose acquisition company an der Frankfurter Börse mit Unterstützung der französischen Investmentgesellschaft Wendel platziert. Nach Abschluss der Transaktion übernahm Helikos den Namen Exceet.
Die Aktien der Exceet sind im Segment Prime Standard des regulierten Marktes der Frankfurter Wertpapierbörse notiert. Hauptaktionäre sind White Elephant S.à r.l. (Active Ownership Fund) mit 56,1 %, Argos Funds & Quaero Funds mit 12,8 % und Heidelberger Beteiligungsholding AG mit 7,4 und VM Holding GmbH & Co. KG mit 5,6 %. In Streubesitz befinden sich 14,5 % der Aktien.